# Жарий Сергій Михайлович
Сергій Михайлович Жарий (псевдонім — О. Доленко) (нар. 24 січня 1939, місто Корюківка Чернігівська область) — український поет.

## Біографія
Народився 24 січня 1939 року у місті Корюківка на Чернігівщині. Дитинство його припало на тяжкі воєнні роки. Рано залишився без батька, який загинув під час нацистсько-радянської війни. Самому довелося ставати на ноги без батьківської опіки і підтримки.
Шістнадцятилітнім прийшов на Корюківську фабрику технічних паперів, розпочав трудову біографію робітником котельні. Більше тридцяти років трудився на цьому підприємстві. Був начальником цеху, секретарем парткому, головним технологом, начальником виробничо-технічного відділу. Заочно закінчив Ленінградську лісотехнічну академію і аспірантуру.
У службових справах Сергію Михайловичу їздив країною, бував у Японії та Фінляндії.

## Творчість
Вірші друкувалися у Корюківській районній газеті «Маяк», чернігівських газетах. Спочатку підписував твори псевдонімом О. Доленко.
На початку 2001 року вийшла друком збірка творів «Загляните в душу мою». Вона невелика за обсягом і вміщує близько ста віршів, охоплює період, починаючи з п'ятдесятих років до двохтисячного. До збірки увійшли твори, присвячені рокам війни і післявоєнної відбудови Корюківки, різнопланові поезії, у яких переважають глибокі філософські роздуми про життя і сучасність, вчинки людей, їх трудові будні, містить ліричні вірші.

## Твори і збірки
- Жарый С. Загляните в душу мою: стихотворения / С. Жарый — Корюковка, 2001.—83 с.
- Жарий С. Рідна мова: [поезія] / Сергій Жарий // Маяк. — 1994. — 10 вересня. — С. 3.
- Жарый С. Загляните в душу мою!: [поетичним рядком] / С. Жарый // Маяк. — 1996. — 20 січня. — С. 3.
- Жарый С. На войне, как на войне… : [з поетичного зошита] / С. Жарый // Маяк.— 1994.— 7 травня.— С. 2.
- Жарый С. Об одном и том же… : [поетичним рядком] / С. Жарый // Маяк. — 2013. — 29 червня. — С. 6.
- Жовтаві зерна життя: [вийшла в світ книга місцевого автора С. Жарого] // Маяк.— 2001.— 19 травня.—С. 6.